# Järpholmen
Järpholmen, finska: Pyysaari, är en ö i Finland. Den ligger i Finska viken och i kommunen Helsingfors i den ekonomiska regionen  Helsingfors i landskapet Nyland, i den södra delen av landet. Ön ligger nära Helsingfors.
Öns area är 0,7 hektar och dess största längd är 120 meter i sydöst-nordvästlig riktning. Ön höjer sig omkring 10 meter över havsytan.